# Мюлок (ледник)
Ледникът Мюлок (на английски: Mulock Glacier) е долинен ледник в Източна Антарктида, Бряг Хилари, на Земя Виктория. Води началото си от Източноантарктическото плато и „тече“ на югоизток между хребетите Уорчестър на североизток и Конуей на югозапад, части от Трансантарктическите планини. „Влива“ се в ледения залив Мюлок, в северозападната част на шелфовия ледник Рос чрез дълъг ледников език.
Ледникът Мюлок е открит и топографски заснет през 1956 – 58 г. от новозеландската антарктическа експедиция възглавявана от Едмънд Хилари и е наименуван от него в чест на Джордж Мюлок (1882 – 1963), геодезист в британската антарктическа експедиция на Робърт Скот (1901 – 04).
- Топографска карта
- Северната част на ледника Мюлок е в южния край на картата